# Ricardo Hocevar
Ricardo Hocevar (nacido el 5 de mayo de 1985 en San Pablo, Brasil) es un tenista brasileño profesional.

## Títulos; 2 (1 + 1)
| Leyenda                     | Individuales | Dobles |
| --------------------------- | ------------ | ------ |
| Grand Slam                  | 0            | 0      |
| ATP World Tour Finals       | 0            | 0      |
| ATP World Tour Masters 1000 | 0            | 0      |
| ATP World Tour 500 Series   | 0            | 0      |
| ATP World Tour 250 Series   | 0            | 0      |
| ATP Challenger Series       | 1            | 1      |

| Títulos por superficie |
| ---------------------- |
| Dura (2)               |
| Hierba (0)             |
| Tierra batida (0)      |
| Carpeta (0)            |

### Individuales
| No. | Fecha      | Torneo              | Superficie | Rival en la final | Resultado      |
| 1.  | 01-10-2012 | Challenger de Belém | Dura       | Thiemo de Bakker  | 7–6(1), 7–6(4) |

### Dobles
| No. | Fecha      | Torneo              | Superficie | Pareja      | Rival en la final                  | Resultado        |
| 1.  | 25.07.2009 | Challenger de Manta | Dura       | André Miele | Santiago González Horacio Zeballos | 6-1, 2-6, [10-7] |